# وزنا
وزنا (بالفارسية: وزنا) هي قرية تقع في قسم دوبلوك الريفي في إيران. يقدر عدد سكانها بـ 208 نسمة بحسب إحصاء 2016.